# Anders Lorange
Anders Lund Lorange (født 12. maj 1847 i Halden, død 26. september 1888 i Bergen) var en norsk jurist og arkæolog.

## Karriere
Efter examen artium 1865 og cand.jur. 1872, blev han i 1873 ansat som arkæologisk konservator ved Bergens Museum. Stillingen var dårlig lønnet, så han forlod den efter et par år; men i 1876 vendte han tilbage, efter at Stortinget havde bevilget et tilstrækkeligt beløb. Han blev ved museet til sin død. 
Allerede i 1866 havde han foretaget udgravninger i Østfold, og mellem 1869 og -70 undersøgte han Raknehøjen i Ullensaker. Der hvor han afsluttede udgravningen, efterlod han sig en flaskepost dateret 8. august 1870, som Sigurd Grieg åbnede den 9. august 1940. Han fortsatte senere videre omkring i Østlandet og undersøgte Åkerfundet i Vang (Hamar) i 1873. Året efter tog han til Nordfjordeid for at bistå bonden på gården Myklebust med udgravningen av Myklebustskibet. Kong Beles  gravhøj ved Balestrand fik han restaureret i 1884. Han udførte store udgravninger på Vestlandet, blandt andet af Storhøj ved Karmsundet i 1886. Han var inde i Rønstadhelleren på Lepsøya i 1887, og tolkede ud fra fundene - bark, skaldyr og en kam af et rensdyrgevir - stedet som en offerplads. 
Lorange fik efterhånden oparbejdet en stor og vigtig privat samling af oldsager, som først udgjorde en slags privatmuseum i hans forældrehjem i Halden, og efter hans død blev overtaget af Universitetets Oldsaksamling i Oslo. Han var formand i Bergens-afdelingen af Fortidsminneforeningen i den periode, da man nærmede sig afslutningen af restaureringen af Håkonshallen (færdig i 1895); og han var central i genrejsningen af Fantoft stavkirke i 1883. Lorange blev efterfulgt af Gabriel Gustafson, som var konservator frem til 1899.

## Familie
Lorange var søn af Hans Andreas Lorange (1806–1896) og Georgine Fredrikke Lund (1814–1892). Selv blev han gift 1877 med Emma Gade (1856–1946), søster til lægen Fredrik Gade (1855–1933) fra Bergen. Datteren Inni Lorange (1882–1933) blev gift med købmand Magdalon Müller Mowinckel (1871–1917). 

## Udgivelser
- A. Lorange (1876). Samlingen af Norske Oldsager ved Bergens Museum. Bergen.
- A. Lorange (1887). Storhaugen paa Karmøen. Nyt Skipsfund fra Vikingtiden. Bergens Museum Aarbok.